# Alex Comas
Alex Javier Comas Yacomelo (Barranquilla, Caribe, Colombia, 14 de noviembre de 1971) es un exfutbolista colombiano que jugaba de delantero y que tuvo una larga trayectoria en su país y en el extranjero.

## Clubes
| Club                   | País           | Año         |
| ---------------------- | -------------- | ----------- |
| Independiente Medellín | Colombia       | 1991        |
| Unión Magdalena        | Colombia       | 1992        |
| Junior                 | Colombia       | 1992        |
| Unión Magdalena        | Colombia       | 1993        |
| Deportes Quindío       | Colombia       | 1994        |
| Atlético Nacional      | Colombia       | 1994        |
| San Lorenzo            | Argentina      | 1995        |
| América de Cali        | Colombia       | 1995 - 1996 |
| Atlético Nacional      | Colombia       | 1996 - 1999 |
| Junior                 | Colombia       | 1999        |
| MetroStars             | Estados Unidos | 2000        |
| Junior                 | Colombia       | 2001        |
| Carabobo FC            | Venezuela      | 2002        |
| Deportes Tolima        | Colombia       | 2003        |
| Deportes La Serena     | Chile          | 2004 - 2005 |
| Real Cartagena         | Colombia       | 2006        |
| Santiago Morning       | Chile          | 2006        |
| Unión Magdalena        | Colombia       | 2007        |
| Aragua FC              | Venezuela      | 2007 - 2008 |

## Palmarés

### Torneos nacionales
| Título                | Club              | País     | Año  |
| --------------------- | ----------------- | -------- | ---- |
| Campeonato Colombiano | Atlético Nacional | Colombia | 1994 |
| Torneo Finalización   | Deportes Tolima   | Colombia | 2003 |

### Torneos internacionales
| Título              | Club              | País     | Año  |
| ------------------- | ----------------- | -------- | ---- |
| Copa Interamericana | Atlético Nacional | Colombia | 1997 |
| Copa Merconorte     | Atlético Nacional | Colombia | 1998 |